# Niederlauterbach
Niederlauterbach (en alsacià Niderlauterbach) és un municipi francès, situat a la regió del Gran Est, al departament del Baix Rin. L'any 1999 tenia 863 habitants.
Forma part del cantó de Wissembourg, del districte de Haguenau-Wissembourg i de la Comunitat de comunes de la Plana del Rin

## Demografia
| 1962 | 1968 | 1975 | 1982 | 1990 | 1999 |
| ---- | ---- | ---- | ---- | ---- | ---- |
| 614  | 632  | 654  | 686  | 769  | 863  |

## Administració
| Període | Identitat   | Partit |
| ------- | ----------- | ------ |
| 2001-   | André Fritz |        |

## Personatges il·lustres
- Roland Ries, actual alcalde d'Estrasburg